# José Alonso González
José Alonso González fue un político español, procurador a Cortes durante el período franquista.

## Biografía
Contramaestre de la Central Norte, de la Unión Eléctrica Madrileña, montador electricista, militante de la Falange Española de las JONS
Fue procurador de representación sindical en la I Legislatura de las Cortes Españolas (1943-1946) por los obreros del Sindicato Nacional de Aguas, Gas y Electricidad.